# Seal the Deal & Let's Boogie
Seal the Deal & Let's Boogie är det sjätte albumet av Volbeat, utgivet 2016.

## Låtlista
1. The Devil's Bleeding Crown - 3:59
2. Marie Laveau - 3:14
3. For Evigt - 4:43
4. The Gates Of Babylon - 4:34
5. Let It Burn - 3:39
6. Black Rose - 3:55
7. Rebound - 2:29
8. Mary Jane Kelly - 5:40
9. Goodbye Forever - 4:31
10. Seal The Deal - 4:09
11. Battleship Chains - 3:22
12. You Will Know - 4:32
13. The Loa's Crossroad - 4:22